# Вана-Вийду
Ва́на-Ви́йду (ест. Vana-Võidu küla) — село в Естонії, у волості Вільянді повіту Вільяндімаа.

## Населення
Чисельність населення на 31 грудня 2011 року становила 418 осіб.

## Історія
З 7 травня 1992 до 5 листопада 2013 року село входило до складу волості Війратсі.

## Пам'ятки природи
У селі росте Дуб Війральта.